# شعير كليل
شعير كليل (الاسم العلمي:Hordeum muticum) هي نوع نباتي يتبع جنس الشعير من الفصيلة النجيلية.  